# Sălcioara (okręg Jałomica)
Sălcioara – wieś w Rumunii, w okręgu Jałomica, w gminie Sălcioara. W 2011 roku liczyła 1211 mieszkańców.